# Karel Hynek
Karel Hynek (11. září 1925, Praha – 9. ledna 1953, Praha) byl jedním z nejvýznamnějších českých básníků hlásících se k surrealismu.

## Život
Vystudoval obchodní akademii, poté studoval novinářskou fakultu Vysoké školy politické a sociální, ale studia nedokončil. Byl pak zaměstnán pojišťovně, na ústředí Státních statků, později pracoval jako pomocný skladník. Vojenskou základní službu nedokončil kvůli tuberkulóze. Od roku 1948 se znal s Mikulášem Medkem, který vytvořil ilustrace k Hynkovým Ikarským hrám. Podobně jako řada jeho přátel experimentoval s psychofarmaky a roku 1953 ve věku 27 let zemřel na urémii. Někteří se domnívali, že spáchal sebevraždu (M. Medek: zemřel Hynek. Mám z toho zcela zvláštní pocit. Částečně ho „chápu“, 13.1.1953). Jeho tvorba navazuje na básnické mystifikace, které uplatňoval v každodenních životních situacích.

## Dílo
Básnické dílo Karla Hynka (Babička po pitvě, 1946, Inu mládí je mládí, 1948, Ikarské hry, 1951, Žer nehty stranou /divadelní libreto/, Deník Malého lorda, 1952) zůstávalo po léta nevydáno a bylo známo jen úzkému okruhu lidí. Účastnil se také skupinových sborníků surrealistické skupiny Znamení zvěrokruhu (1951). Společně s Vratislavem Effenbergrem napsal dramatické texty: Jela tudy dáma, Svatební hostina, Poslední umře hlady a tzv. pseudoromán Aby žili. Vedle surrealistických básní publikoval též filmové recenze v časopise Křesťanská žena.
- Surrealistické východisko (sborník), ČS, 1969
- S vyloučením veřejnosti, (Dílo Karla Hynka), Torst, 1998[1]